# تشکیلات مخصوصه (امپراتوری عثمانی)
تشکیلات مخصوصه (ترکی عثمانی: Teşkilât-ı Mahsusa) از یک واحد نیمه سری شبه نظامی نامنظم تشکیل شده بود. بعد از فروپاشی امپراتوری عثمانی و ایجاد جمهوری ترکیه نام این سازمان به سازمان اطلاعات و امنیت ملی تغییر پیدا کرد.

## نقش تشکیلات مخصوصه در نسل‌کشی ارمنیان
ترکان جوان تشکیلات مخصوصه را بنیان گذاشتند. کوشچوباشی اشرف، یکی از چهره‌های مرکزی کمیته، ادعا می‌کند که این تشکیلات مابین سال‌های ۱۹۱۱ تا ۱۹۱۳ ایجاد شد. جمیل دبیر اتحاد و ترقی می‌نویسد بحث برسر موضوع پس از شکست بالکان آغاز شد، و این که تشکیلات مخصوصه در واقع در ژوئیه ۱۹۱۴ تأسیس شد. توفیق بیک اوغلو گزارش داده‌است که تشکیلات مخصوصه در پی فرمان محرمانه اسماعیل انور در اوت سال ۱۹۱۴ تأسیس شد. برخی معتقدند که این تشکیلات در سال ۱۹۱۱ ایجاد شد. «جمال پاشا» در خاطراتش گفته‌است فعالیت تشکیلات مخصوصه در زمان جنگ‌های بالکان آغاز شد.

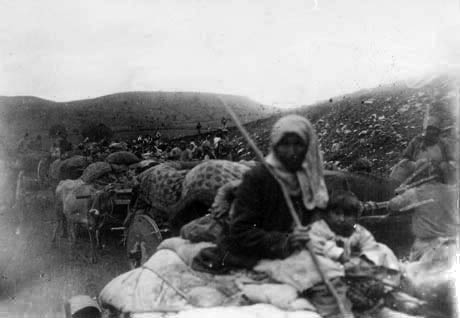
تبعید ارمنی‌ها از ارزروم، عکاس ویکتور پیچمن

با این حال آن‌ها مدعی شدند که تشکیلات مخصوصه به عنوان واحدی در درون وزارت دفاع مشغول فعالیت بوده‌است. طلعت پاشا در خاطراتش می‌نویسد: «تشکیلات مخصوصه یک اداره دولتی بود.» طی دادگاه‌های پس از جنگ استانبول، مدعی العموم سعی داشت ثابت کند که تشکیلات مخصوصه در پی مصوبه کمیته مرکزی ترکان جوان تأسیس شده‌است. این به نوبه خود ثابت می‌کرد که اخراج ارمنیان و کشتار آن‌ها به تحریک و ابتکار ترکان جوان انجام شده‌است.
در جریان نسل‌کشی ارمنیان همکاری بسیار زیادی میان تشکیلات مخصوصه و کمیته مرکزی و نیز تشکیلات محلی ترکان جوان وجود داشت. در دادگاه سال ۱۹۱۹ رهبران حزب اتحاد و ترقی، اسناد و اقرارهای بسیاری ارائه شد، مبنی بر این حقیقت که تشکیلات مخصوصه حتی زمانی که به‌طور رسمی به وزارت جنگ وصل بود، دست در دست ترکان جوان فعالیت می‌کرده‌است.
بهاءالدین شاکر، یکی از اعضاء کمیته مرکزی ترکان جوان و یکی از سردستگان تشکیلات مخصوصه در نامه مورخ پانزدهم مارس به علی کمال، نماینده مخصوص اتحاد و ترقی در آدانا چنین نوشت:
«این کمیته همواره برای پاک کردن میهن از این قوم رانده شده (یعنی ارمنیان) بدنام آماده است. عزم ما بر این است که دست‌هایمان را از شر این لکه ننگ که سراسر تاریخ عثمانی را آلوده کرده‌است، پاک کنیم.»
کمیته مرکزی ترکان جوان دستورهایی دربارهٔ تشکیل یگان‌های تشکیلات مخصوصه در شرق آناتولی ابلاغ کرد. عصر همان روزی که فرمان بسیج عمومی اعلام شد (دوم اوت)، جلسه مهمی در کمیته مرکزی ترکان جوان تشکیل شد که در آن تصمیم جامعی که باید در آینده نزدیک اجرایی می‌شد، اتخاذ گردید. هدف از این تصمیم تشکیل یک (تشکیلات مخصوصه) بود که عملیات‌های نظامی ما در خاک دشمن را تسهیل کند، خواه ما وارد جنگ شویم خواه نشویم. در صورت آغاز جنگ وظیفه این گروهای نامنظم که تشکیلات مخصوصه باید آن‌ها را مسلح می‌کرد، حمله‌های ناگهانی در قلمرو دشمن خواهد بود.
این طرح شامل برانگیختن شورش‌هایی در مصر، قفقاز، ایران و هند ضد انگلیسی‌ها و روس‌ها می‌شد.
تلگرافی که «حلمی»، بازرس اتحاد و ترقی در ارزروم، برای بهاء الدین شاکر فرستاده نیز موید آن است:
«افرادی در داخل کشور هستند که باید از میان بروند، این دیدگاهی است که دنبال می‌کنیم. این افراد ارمنیان بودند.»

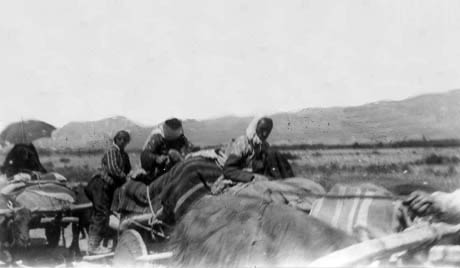
تبعید ارمنی‌ها از ارزروم، عکاس ویکتور پیچمن

یک کمیسیون اجرایی برای تشکیلات مخصوصه که مجدداً سازماندهی شده بود، متشکل از نمایندگانی از وزارت داخله، وزارت جنگ و کمیته مرکزی ترکان جوان، در وزارت جنگ تشکیل شد. در طول محاکمات بعد از جنگ، «عاطف بیگ» اقرار کرد که وزارت جنگ به کمیسیون مذکور اختیار و قدرت بخشیده بود و ما با اداره تدارکات و کمیته دفاع ملی، کمیته اتحاد و ترقی و همه وزارت خانه‌ها و نهادهای ملی هماهنگ بودیم. هماهنگی میان وزرای دولت، کمیته مرکزی ترکان جوان و شاخه متعدد ایالتی به این کمیسیون محول شده بود.
وظیفه اصلی این کمیسیون اجرایی تشکیل یگان‌های تشکیلات مخصوصه برای عملیات در روسیه و ایران بود.
وظیفه سازماندهی دارودسته‌های مسلح در منطقه به بهاءالدین شاکر محول شد. او همچنین به شمال قفقاز نیز فرستاده شد، در حالی که «عمر ناجی بیگ» و «روشنی بیگ» به ایران گسیل شدند؛ و «رئوف بیگ» و «عبید الله افندی» به افغانستان رفتند. اما اقدامات تحت شرایط کاملاً سری انجام می‌شد.
سه منبع عمده نیروی انسانی تشکیلات مخصوصه برای انجام وظایف محوله بدین قرار بود:
طوایف کُرد، محکومان محبوس، مهاجران اخیر قفقاز و روملیا (الجزایر). «حلمی»، دبیر حزب اتحاد و ترقی در منطقه ارزروم، عهده‌دار ترکیب و ترتیب این دسته‌ها در منطقه خود بود.
احمد رفیق (احمد رفیق شاعر، نویسنده، مورخ و استاد تاریخ) مدعی است که:
«این دسته‌ها از قاتلان و سارقانی بودند (محکومان محبوس) که از حبس آزاد شده بودند. آن‌ها دستورهای هفتگی خود را در محوطه وزارت جنگ دریافت کردند و سپس از طریق عامل واسطه تشکیلات مخصوصه به مرز قفقاز گسیل شدند. در طول قساوت‌هایی که در حق ارمنیان شد این دسته‌ها بودند که بزرگترین جنایات را مرتکب شدند.»
در محاکمات رهبران ترکان جوان در سال ۱۹۱۹ و در دادگاه‌های منطقه‌ای یوزگات و ترابزون نیز اسناد و ادله‌ای مبنی بر نقش مستقیم یگان‌های تشکیلات مخصوصه در قتل‌عام‌ها به دست می‌دهند. برای نمونه در دادگاه یوزگات «خلیل رجایی» و «سحاب الدین»، هر دو از افسران ارتش، اقرار کردند که این قتل‌عام‌ها به دست دسته‌های نظامی انجام می‌شد و خود آن‌ها دستور داشتند که مداخله نکنند. در خلاصه نهایی محاکمه آمده‌است:
«دسته‌های مستحفظِ ستون‌های تبعیدیان، متشکل از جنایتکاران و تبهکاران سابقه دار، با کمک ژاندارم‌های همکارشان، ارمنیان بی دفاع را ظاهراً به قصد تبعید از شهرها بیرون می‌کردند. وقتی که به قدر کفایت از شهرها فاصله می‌گرفتند جای خود را به دسته‌های راهزن می‌دادند؛ که آن‌ها نیز پس از غارت اموال اخراج شدگان، آن‌ها را می‌کشتند.»